# 大坂上
大坂上（おおさかうえ）とは東京都日野市にある地名である。現行行政地名は大坂上一丁目から大坂上四丁目。電話番号は042-581～587・589が使われる。

## 地理

### 隣接地区
市内
下記テンプレートを参照

### 面積
面積は以下の通りである。
| 丁目         | 面積（km2） |
| ------------ | ----------- |
| 大坂上一丁目 | 0.13        |
| 大坂上二丁目 | 0.09        |
| 大坂上三丁目 | 0.13        |
| 大坂上四丁目 | 0.19        |
| 計           | 0.54        |

### 地価
住宅地の地価は、2025年（令和7年）1月1日の公示地価によれば、大坂上4丁目11番3の地点で24万7000円/m2となっている。

## 世帯数と人口
2025年（令和7年）8月1日現在（日野市発表）の世帯数と人口は以下の通りである。
| 丁目         | 世帯数    | 人口    |
| ------------ | --------- | ------- |
| 大坂上一丁目 | 616世帯   | 1,055人 |
| 大坂上二丁目 | 580世帯   | 1,166人 |
| 大坂上三丁目 | 849世帯   | 1,637人 |
| 大坂上四丁目 | 788世帯   | 1,409人 |
| 計           | 2,833世帯 | 5,267人 |

### 人口の変遷
国勢調査による人口の推移。
| 年                 | 人口  |
| ------------------ | ----- |
| 1995年（平成7年）  | 5,326 |
| 2000年（平成12年） | 5,604 |
| 2005年（平成17年） | 5,473 |
| 2010年（平成22年） | 5,437 |
| 2015年（平成27年） | 5,260 |
| 2020年（令和2年）  | 5,483 |

### 世帯数の変遷
国勢調査による世帯数の推移。
| 年                 | 世帯数 |
| ------------------ | ------ |
| 1995年（平成7年）  | 2,351  |
| 2000年（平成12年） | 2,651  |
| 2005年（平成17年） | 2,685  |
| 2010年（平成22年） | 2,632  |
| 2015年（平成27年） | 2,634  |
| 2020年（令和2年）  | 2,842  |

## 学区
市立小・中学校に通う場合、学区は以下の通りとなる（2023年10月時点）。
- 区域 : 一丁目〜四丁目 各全域
  - 小学校 : 日野市立日野第七小学校
  - 中学校 : 日野市立大坂上中学校

## 交通

### 鉄道
- 東日本旅客鉄道
  -  中央線
    - 日野駅

### バス
- 京王電鉄バス
  - 日野市ミニバス（市内路線 (S))
- 西東京バス

### 道路
- 中央自動車道
- 東京都道256号八王子国立線（甲州街道）

## 事業所
2021年（令和3年）現在の経済センサス調査による事業所数と従業員数は以下の通りである。
| 丁目         | 事業所数  | 従業員数 |
| ------------ | --------- | -------- |
| 大坂上一丁目 | 90事業所  | 719人    |
| 大坂上二丁目 | 31事業所  | 98人     |
| 大坂上三丁目 | 20事業所  | 54人     |
| 大坂上四丁目 | 23事業所  | 832人    |
| 計           | 164事業所 | 1,703人  |

### 事業者数の変遷
経済センサスによる事業所数の推移。
| 年                 | 事業者数 |
| ------------------ | -------- |
| 2016年（平成28年） | 171      |
| 2021年（令和3年）  | 164      |

### 従業員数の変遷
経済センサスによる従業員数の推移。
| 年                 | 従業員数 |
| ------------------ | -------- |
| 2016年（平成28年） | 1,796    |
| 2021年（令和3年）  | 1,703    |

## 施設

### 教育
- 幼稚園・保育園
  - おおくぼ保育園

- 小学校・中学校
  - 日野市立大坂上中学校

- 高等学校
  - 東京都立日野台高等学校

- 大学・専門学校など
  - 実践女子大学

### 商業
- コンビニエンスストア
  - セブンイレブン
    - 日野大坂上1丁目店
    - 日野大坂上店

  - ファミリーマート日野駅前店

- スーパーマーケットなど
  - 食品の店おおた日野駅前店

- 飲食店・レストラン
  - マクドナルド日野駅前店
  - すき家日野大坂上店
  - らあめん花月嵐日野大坂上店

- その他
  - アポロ21世紀（出光）東京カンパニー日野SS

## その他

### 日本郵便
- 郵便番号 : 191-0061[3]（集配局 : 日野郵便局[15]）。